# Fear of the Dark (Gordon Giltrap)
Fear of the dark is een studioalbum van Gordon Giltrap. Het instrumentale album gaat echter niet over vrees voor het donker, maar vrees voor de toekomst. De muziek werd opgenomen in de Redan Recorders van mei tot en met augustus 1978. Giltrap beschouwde dit album als het beste dat hij onder het producerstrio heeft gemaakt.
Giltrap verwijst ook naar het album Fear of the Dark van Iron Maiden. De thematiek is dan wel anders, de titelsongs vertonen volgens Giltrap enige gelijkenis, net als de punt op de platenhoes. De gelijkenis is echter niet vreemd Giltrap was bevriend met Nicko McBrain (drummer) en Dave Murray (gitarist) is een fan van Giltrap.

## Musici
- Gordon Giltrap – gitaar, zang
- Rod Edwards – toetsinstrumenten, zang
- John G. Perry – basgitaar
- Simon Phillips – slagwerk
- Tony Carr – percussie
- Graham Preskett – viool
- Shirlie Roden – zang
- Richard Harvey – blokfluit
- Clive Bunker – aanvullend slagwerk
- Roger Hand – aanvullende gitaar
- strijkorkest geleid door Edwards

## Muziek
Er zijn diverse persingen van dit album verschenen, hieronder een overzicht van de persing van Esoteric Recordings
| Nr. | Titel                            | Duur |
| --- | -------------------------------- | ---- |
| 1.  | Roots (parts 1 & 2) (Giltrap)    |      |
| 2.  | Nightrider (Giltrap)             |      |
| 3.  | Inner dream (Giltrap)            |      |
| 4.  | Weary eyes (Giltrap)             |      |
| 5.  | Fast approaching (Giltrap)       |      |
| 6.  | Melancholy lullaby (Giltrap)     |      |
| 7.  | Fear of the dark (Giltrap)       |      |
| 8.  | Visitation (Giltrap)             |      |
| 9.  | Smiler (Giltrap)                 |      |
| 10. | Fear of the dark (Giltrap)       |      |
| 11. | Catwalk blues (Giltrap)          |      |
| 12. | O Jerusalem                      |      |
| 13. | Revelation (Giltrap)             |      |
| 14. | Theme from The Waltons (Giltrap) |      |
| 15. | Birds of a feather (Giltrap)     |      |

Smiler stond niet op het originele album, maar dateert wel van die opnamen. Fear of the dark (track 10) is de versie van de gelijknamige single. Catwalk Blues betreft een live opname. O Jerusalem is Giltraps versie van Jerusalem van Charles Hubert Parry (eerder op de plaat gezet door Emerson, Lake & Palmer). Dit nummer verscheen op een single samen met Revelation. Theme from The Waltons is een bewerking van de leader van The Waltons en die verscheen samen met Birds of a feather (track 15) op een single.  